# 若葉山貞雄
若葉山 貞雄（わかばやま さだお、1922年11月9日 - 2001年1月17日）は、現在の埼玉県さいたま市出身（1947年11月まで、現在の福岡県八女市を出身地として設定していた。出生地は、中華民国京都特別市（現：北京市）で、1940年代から1950年代にかけて活躍した大相撲力士。本名は岩平 貞雄（いわひら さだお、後、青山（あおやま）に改姓）。

## 来歴
1922年11月9日、中華民国京都特別市で生まれる。幼少期に生き別れた両親を探そうと本土行きを思い立つが、それを実現させるには力士になるのが一番手っとり早いと考え、1939年に安藝ノ海節男の元へ入門を志願するも断られる。消沈し北京の呉服屋へ奉公に出て、朝鮮・京城の本店に転勤。2年あまりのあいだ番頭を務めていたところ、現地に双葉山定次一行が大相撲巡業に来ることになり、千載一遇のチャンスとして弟子入りを志願し入門、本土の東京へ渡り1942年1月場所で双葉山相撲道場から初土俵を踏んだ。
新弟子時代はよく稽古場で負けており、日本の海軍の兵士たち相手にも手を焼いたが、かえって強くなったため、序ノ口に付いて以来、順調に出世し、1946年11月場所で十両に昇進。
同場所では十両優勝を遂げて僅か1場所でこの地位を突破、翌1947年6月場所にて入幕を果たした。
新入幕までは四股名を付けず本名の「岩平」のままで相撲を取っていたが、当時は幕内まで本名で通す力士はおらず、前代未聞。十両まで四股名を付けずに本名のままで土俵に上がったのは、中国で生き別れた母親に自分の存在を知らせ、再会できるのではないかと期待しての名乗りだったが結局叶うことはなかった。
北京会の後援関係者から四股名は「満寿山」でどうかとの話が出たが、12代時津風（第35代横綱・双葉山）は「戦争で負けたのに満寿山じゃ駄目だ、『若葉山』はどうだ」と意見し、戦前に活躍した力士・若葉山鐘の四股名を譲られたことで「若葉山」と改名した。
小兵だが、速い突っ張りから右差しで食い下がり、小股掬い、蹴手繰り、内無双、下手ひねりなどの多彩な技を繰り出して相手を倒す取り口で、とりわけ足取りは名人と評された。足取りでは横綱・栃錦や大起、さらには「太くて短いから取れないだろう」と言われた高錦の足までも取ったが、中途半端と見なされて技能賞は一度も受賞できなかった。
前頭2枚目の地位で迎えた1951年5月場所では、照國・東富士の両横綱から金星を奪い、8勝7敗と勝ち越して生涯唯一の三賞となる殊勲賞を受賞。この成績により、翌場所、小結への昇進を果たした。
だが、同場所では6勝9敗と負け越して1場所で平幕に下がり、1961年1月場所での現役引退までは一貫して平幕もしくは十両に在った。
引退後は年寄・錣山を襲名（これは、元関脇・若葉山鐘から、間接的ではあるが譲り受けた名跡である。元大関・大内山が引退後、数年ほど借株にて襲名していたが、1961年1月場所後の自身の引退に際して元・大内山より譲渡された）して後進の指導に当たり、1971年に時津風部屋付きの13代立田川（第42代横綱・鏡里）が分家独立した際に立田川部屋へ移籍、1987年11月の停年まで日本相撲協会に在籍した。
荒汐部屋に所属する現役力士・若隆元、若元春、若隆景の三兄弟は孫で、次女夫婦の子である。1993年に次女と結婚した若信夫（元幕下・立田川部屋）は、若葉山が名古屋市で1989年から1997年まで経営していた「ちゃんこ若葉山」で板前として働いていた。名古屋の店の閉店後、若葉山は次女夫婦が住む福島市に転居し、1998年に会社勤めをしていた若信夫が福島市に「ちゃんこ若葉山」を開店している。
2001年1月17日午後11時45分、脳梗塞のため福島県福島市内の病院で逝去。78歳没。

## 主な成績・記録
- 通算成績：413勝466敗1分6休 勝率.470
- 幕内成績：326勝383敗1分6休 勝率.460
- 現役在位：66場所
- 幕内在位：49場所
- 三役在位：1場所（小結1場所）
- 三賞：1回
  - 殊勲賞：1回（1951年5月場所）
- 金星：4個（照國2個、東富士2個）
- 各段優勝
  - 十両優勝：1回（1946年11月場所）

### 場所別成績
| | 一月場所 初場所（東京）  | 三月場所 春場所（大阪） | 五月場所 夏場所（東京） | 七月場所 名古屋場所（愛知） | 九月場所 秋場所（東京） | 十一月場所 九州場所（福岡） |
| --- | ------------------------ | ----------------------- | ----------------------- | --------------------------- | ----------------------- | --------------------------- |
| 1942年 （昭和17年） | （前相撲）               | x                       | 西序ノ口6枚目 7–1       | x                           | x                       | x                           |
| 1943年 （昭和18年） | 西序二段32枚目 6–2       | x                       | 東三段目46枚目 5–3      | x                           | x                       | x                           |
| 1944年 （昭和19年） | 東三段目14枚目 6–2       | x                       | 西幕下30枚目 3–2        | x                           | x                       | 東幕下20枚目 2–3            |
| 1945年 （昭和20年） | x                        | x                       | 東幕下23枚目 5–0        | x                           | x                       | 東幕下2枚目 4–1             |
| 1946年 （昭和21年） | x                        | x                       | 国技館修理 のため中止   | x                           | x                       | 西十両6枚目 優勝 10–3       |
| 1947年 （昭和22年） | x                        | x                       | 東前頭17枚目 4–6        | x                           | x                       | 東前頭18枚目 6–5            |
| 1948年 （昭和23年） | x                        | x                       | 東前頭15枚目 4–7        | x                           | x                       | 西前頭19枚目 5–6            |
| 1949年 （昭和24年） | 西前頭19枚目 8–5         | x                       | 東前頭11枚目 8–7        | x                           | 西前頭9枚目 6–9         | x                           |
| 1950年 （昭和25年） | 東前頭11枚目 7–8         | x                       | 西前頭11枚目 7–8        | x                           | 西前頭12枚目 8–7        | x                           |
| 1951年 （昭和26年） | 西前頭9枚目 10–5         | x                       | 西前頭2枚目 8–7 殊★     | x                           | 西小結 6–9              | x                           |
| 1952年 （昭和27年） | 東前頭筆頭 3–12          | x                       | 西前頭7枚目 10–5        | x                           | 西前頭筆頭 7–8 ★        | x                           |
| 1953年 （昭和28年） | 東前頭3枚目 2–13         | 西前頭9枚目 7–8         | 東前頭10枚目 8–7        | x                           | 西前頭7枚目 6–9         | x                           |
| 1954年 （昭和29年） | 西前頭11枚目 10–5        | 西前頭4枚目 6–9 ★       | 東前頭6枚目 4–11        | x                           | 西前頭10枚目 8–7        | x                           |
| 1955年 （昭和30年） | 西前頭8枚目 9–6          | 西前頭4枚目 7–8         | 東前頭5枚目 3–12        | x                           | 東前頭11枚目 10–5       | x                           |
| 1956年 （昭和31年） | 西前頭4枚目 7–8          | 西前頭4枚目 6–9         | 東前頭7枚目 7–8         | x                           | 東前頭8枚目 5–10        | x                           |
| 1957年 （昭和32年） | 西前頭12枚目 9–6         | 西前頭9枚目 4–5–6       | 西前頭12枚目 8–7        | x                           | 東前頭10枚目 6–9        | 西前頭12枚目 7–8            |
| 1958年 （昭和33年） | 西前頭13枚目 9–6         | 西前頭10枚目 9–6        | 東前頭6枚目 3–12        | 東前頭15枚目 9–6            | 東前頭13枚目 8–6 1痛分  | 東前頭12枚目 5–10           |
| 1959年 （昭和34年） | 東前頭19枚目 9–6         | 東前頭13枚目 7–8        | 西前頭14枚目 9–6        | 西前頭11枚目 5–10           | 東前頭14枚目 7–8        | 東前頭13枚目 1–14           |
| 1960年 （昭和35年） | 東十両3枚目 8–7          | 東十両筆頭 6–9          | 西十両3枚目 5–10        | 西十両9枚目 5–10            | 西十両12枚目 8–7        | 西十両11枚目 5–10           |
| 1961年 （昭和36年） | 東十両19枚目 引退 2–13–0 | x                       | x                       | x                           | x                       | x                           |
| 各欄の数字は、「勝ち-負け-休場」を示す。 優勝 引退 休場 十両 幕下 三賞：敢=敢闘賞、殊=殊勲賞、技=技能賞 その他：★=金星 番付階級：幕内 - 十両 - 幕下 - 三段目 - 序二段 - 序ノ口 幕内序列：横綱 - 大関 - 関脇 - 小結 - 前頭（「#数字」は各位内の序列） |                          |                         |                         |                             |                         |                             |

### 幕内対戦成績
| 力士名       | 勝数 | 負数 | 力士名         | 勝数 | 負数 | 力士名         | 勝数 | 負数 | 力士名   | 勝数 | 負数  |
| ------------ | ---- | ---- | -------------- | ---- | ---- | -------------- | ---- | ---- | -------- | ---- | ----- |
| 明瀬川       | 1    | 1    | 朝潮(米川)     | 1    | 5    | 東海           | 1    | 1    | 東富士   | 3(1) | 3     |
| 愛宕山       | 4    | 2    | 五ッ洋         | 3(1) | 0    | 岩風           | 3    | 7    | 及川     | 8    | 4     |
| 大江戸       | 2    | 0    | 大熊           | 1    | 3    | 大瀬川         | 4    | 6    | 大起     | 8    | 13    |
| 大田山       | 1    | 0    | 大ノ海         | 3    | 1    | 大ノ浦         | 2    | 1    | 大晃     | 8    | 11    |
| 小城ノ花     | 5    | 5    | 小野錦         | 0    | 1    | 大蛇潟         | 5    | 4    | 海山     | 3    | 12    |
| 甲斐錦       | 3    | 1    | 柏戸           | 1    | 0    | 柏戸           | 1    | 2    | 金ノ花   | 1    | 5     |
| 神生山       | 2    | 0    | 神錦           | 8    | 5    | 神若           | 2    | 1    | 清ノ森   | 2    | 0     |
| 九ヶ錦       | 2    | 0    | 九州錦         | 3    | 4    | 国登           | 12   | 9    | 鯉の勢   | 5    | 0     |
| 高津山       | 0    | 2    | 琴ヶ濱         | 1    | 8    | 琴錦           | 4    | 8    | 佐賀ノ花 | 1    | 1     |
| 相模川       | 1    | 1    | 櫻國           | 2    | 0    | 櫻錦           | 1    | 2    | 汐ノ海   | 1    | 0     |
| 信夫山       | 10   | 7    | 嶋錦           | 8    | 6    | 清水川         | 3    | 10   | 信州山   | 1    | 1     |
| 高錦         | 2    | 5    | 玉乃海         | 0    | 8    | 玉響           | 2    | 1    | 竹旺山   | 0    | 1     |
| 千代の山     | 0    | 11   | 常錦           | 1    | 2    | 常ノ山         | 5    | 5    | 照國     | 2    | 2     |
| 輝昇         | 3    | 6    | 出羽錦         | 5    | 17   | 出羽ノ花       | 1    | 1    | 出羽湊   | 6    | 5     |
| 十勝岩       | 3    | 4    | 栃錦           | 2    | 11   | 栃光           | 4    | 3    | 那智ノ山 | 1    | 0     |
| 鳴門海       | 13   | 7※   | 成山           | 9    | 7    | 柏農山         | 0    | 1    | 羽嶋山   | 10   | 12    |
| 羽子錦       | 3    | 2    | 緋縅           | 2    | 1    | 備州山         | 7    | 4    | 広瀬川   | 6(1) | 10(1) |
| 福田山       | 2    | 3    | 福ノ海         | 0    | 1    | 福乃里         | 2    | 1    | 房錦     | 3    | 1     |
| 藤田山(藤田) | 2    | 4    | 冨士錦         | 0    | 2    | 藤錦           | 1    | 0    | 二瀬山   | 8    | 4     |
| 前ヶ潮       | 1    | 0    | 前ノ山(醍醐山) | 0    | 2    | 前ノ山(佐田岬) | 1    | 1    | 増巳山   | 3    | 1     |
| 松登         | 2    | 5    | 三根山         | 5    | 9    | 三濱洋         | 1    | 0    | 宮城海   | 1    | 3     |
| 宮錦         | 8    | 8    | 明歩谷         | 0    | 2    | 陸奥ノ里       | 1    | 0    | 八方山   | 3    | 2     |
| 八染         | 5    | 2    | 吉井山         | 8    | 3    | 芳野嶺         | 5    | 7    | 吉葉山   | 0    | 6     |
| 若潮         | 2    | 0    | 若瀬川         | 8    | 11   | 若秩父         | 1    | 3    | 若ノ海   | 4    | 5     |
| 若ノ花       | 1    | 8    | 若前田         | 3    | 3    | 若三杉         | 2    | 1    |          |      |       |

※他に鳴門海と痛分が1つある。

## 改名歴
- 岩平 貞雄（いわひら さだお）1942年5月場所 - 1947年6月場所
- 若葉山 貞雄（わかばやま - ）1947年11月場所 - 1961年1月場所

## 年寄変遷
- 錣山 貞雄（しころやま さだお）1961年1月 - 1987年11月